# Male Sotnice
Male Sotnice är en ort i Bosnien och Hercegovina.   Den ligger i entiteten Federationen Bosnien och Hercegovina, i den centrala delen av landet, 30 km nordväst om huvudstaden Sarajevo. Male Sotnice ligger 675 meter över havet och antalet invånare är 420.
Terrängen runt Male Sotnice är kuperad, och sluttar österut. Närmaste större samhälle är Gromiljak, 7,5 km söder om Male Sotnice. 
Omgivningarna runt Male Sotnice är en mosaik av jordbruksmark och naturlig växtlighet. Runt Male Sotnice är det ganska tätbefolkat, med 93 invånare per kvadratkilometer.